# Мерла
Ме́рла или Мерло, Мерля — небольшая река на западе Харьковской и Полтавской областях Украины, левый приток Ворсклы. Бассейн Днепра. Длина реки — 116 км, площадь водосборного бассейна — 2030 км². Средний расход воды — 0,97 м³/с.
На правом берегу расположен город Богодухов, ниже по течению — пгт. Краснокутск. В последнее время река сильно обмелела, иногда во время половодий выходит из берегов, затопляя пойменные пастбища и близлежащие поселения. Среднегодовой расход воды у г. Богодухова составляет 0,75 м³/с. Минерализация воды составляет: весеннее половодье — 715 мг/дм³; летне-осенняя межень — 781 мг/дм³; зимняя межень — 817 мг/дм³. На реке расположено Забродовское водохранилище.

## Исторические сведения
В 1183 году Святослав провёл поход на половецкие кочевья вблизи реки Мерлы, а также перехватил половецкий отряд из 400 чел., собиравшийся предпринять набег на русские земли.
В 1709 году по реке проходила линия фронта между российскими и шведскими войсками. Недалеко от Краснокутска (рядом с селом Городнее) между этими армиями произошло сражение.

## Характеристики
В Мерле водятся следующие виды рыб: щука, окунь, судак (очень мало), плотва, краснопёрка, густера (местное название — чебак), уклейка (местное название — верховод), линь, лещ (мало), карп (мало), карась (мало), ёрш, щиповка, горчак (местное название — пукась), голавль, пескарь, белый амур (очень мало), бычок. Также встречаются водяные крысы, жабы, черепахи. В последнее время из реки Ворскла пришли бобры.
В бассейне Мерлы 4 водохранилища, общим объёмом 19,4 млн м³, наибольшее — Александровское на р. Мокрый Мерчик

## Происхождение названия
Течение воды в реке очень медленное. Это типичная небольшая равнинная река, которая течёт среди лугов, поэтому нашим предкам казалось, что река «мёртвая». Мерло (Мерл, Мерля, Мерла) — обозначает «мёртвая» от древнерусского «мерети» — умирать. То же происхождение имеет и наибольшая левая притока Мерчик.

## Населённые пункты на берегах реки Мерла
Харьковская область
- Село Рясное Золочевского района.
- Село Писаревка Золочевского района.
- Село Мерло Богодуховского района.
- Село Филатово Богодуховского района.
- Село Шигимагино Богодуховского района.
- Село Заброды Богодуховского района.
- Село Песочин Богодуховского района.
- Село Шийчино Богодуховского района.
- Село Москаленки Богодуховского района.
- Село Новоселовка Богодуховского района.
- Село Лозовая Богодуховского района.
- Город Богодухов Богодуховского района Харьковской области.
- Село Мусийки Богодуховского района.
- Село Семенов Яр Богодуховского района.
- Село Павловка Богодуховского района.
- Село Кручик Богодуховского района.
- Село Губаревка Богодуховского района.
- Посёлок городского типа Гуты Богодуховского района.
- Село Полковая Никитовка Богодуховского района.
- Село Городнее Краснокутского района.
- Село Чернещина Краснокутского района.
- Посёлок городского типа Краснокутск.
- Село Петровское Краснокутского района.
- Село Павлюковка Краснокутского района.
- Село Любовка Краснокутского района.
- Село Колонтаев Краснокутского района.
- Село Зубовка Краснокутского района.
- Село Комаровка Краснокутского района.
- Село Капранское Краснокутского района.

Полтавская область
- Село Марьино Котелевского района.
- Село Малая Рублёвка Котелевского района.
- Село Великая Рублёвка Котелевского района.
- Село Демьяновка Котелевского района.
- Село Лихачовка Котелевского района.
- Село Васьки Зеньковского района.
- Село Шевченково Котелевского района.

### Карты реки

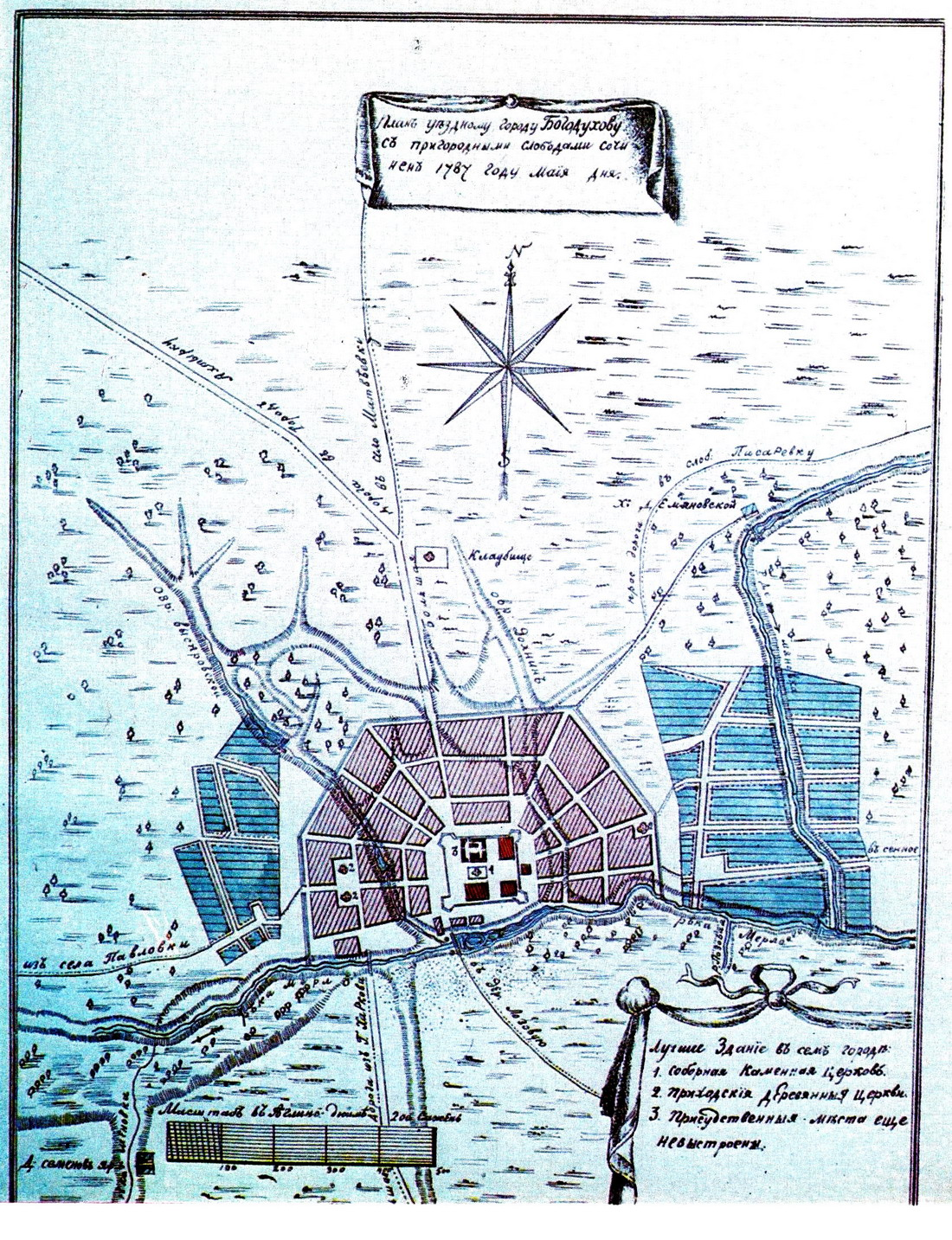
Мерла в районе Богодухова на карте 1787 года
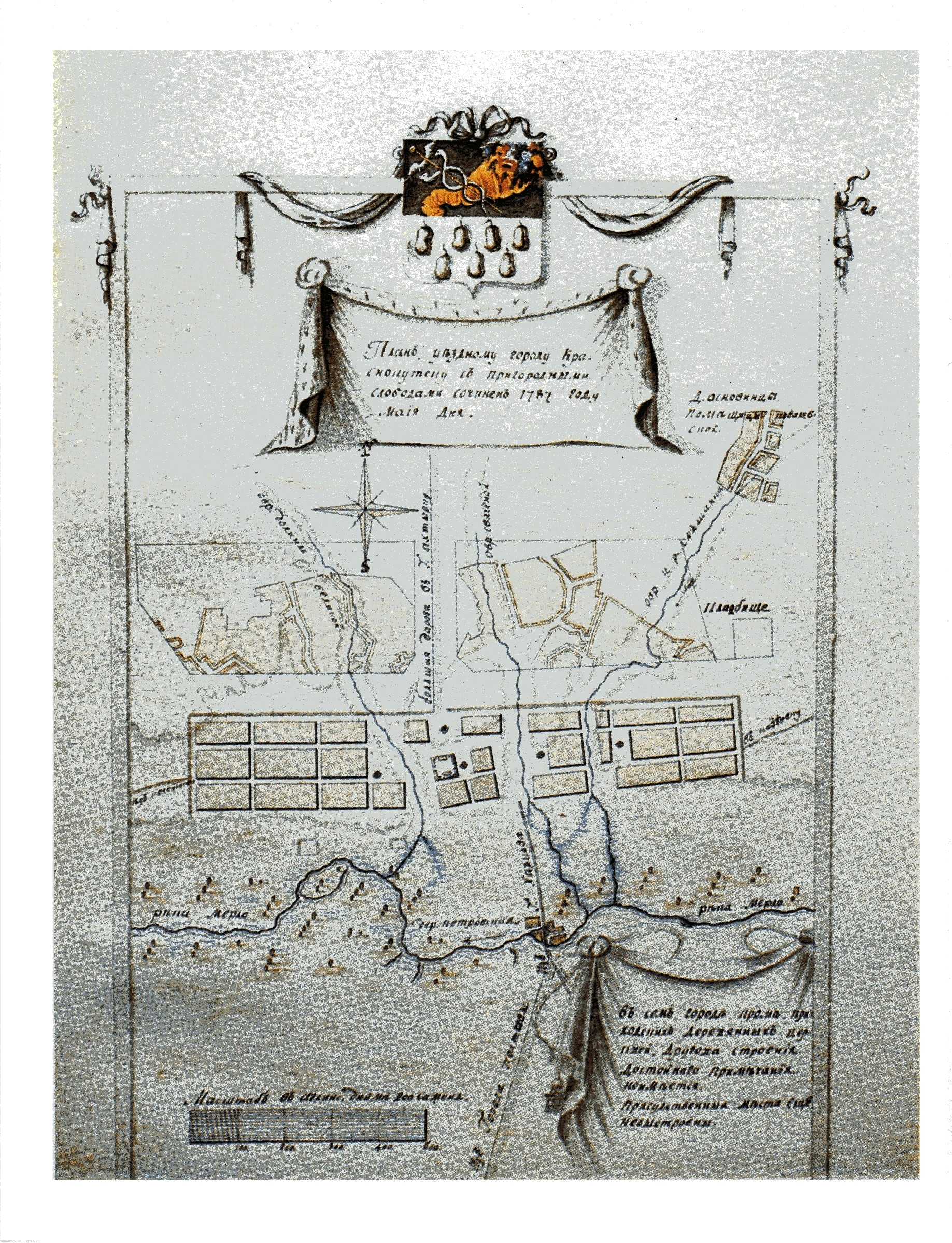
Мерла в районе Краснокутска на карте 1787 г.